# Arroyo Seco
Arroyo Seco è una città dello stato di Querétaro, nel Messico centrale, capoluogo della omonima municipalità.
La municipalità ha una popolazione di 12.493 abitanti e ha una estensione di 731 km².